# Молодило руське
Молоди́ло ру́ське (Sempervivum ruthenicum Schnittsp. & C.B.Lehm.; інша назва — молоди́ло украї́нське; народна назва: свинячий хліб) — сукулентна рослина роду молодило (Sempervivum) з родини товстолистих (Crassulaceae).

## Загальна біоморфологічна характеристика

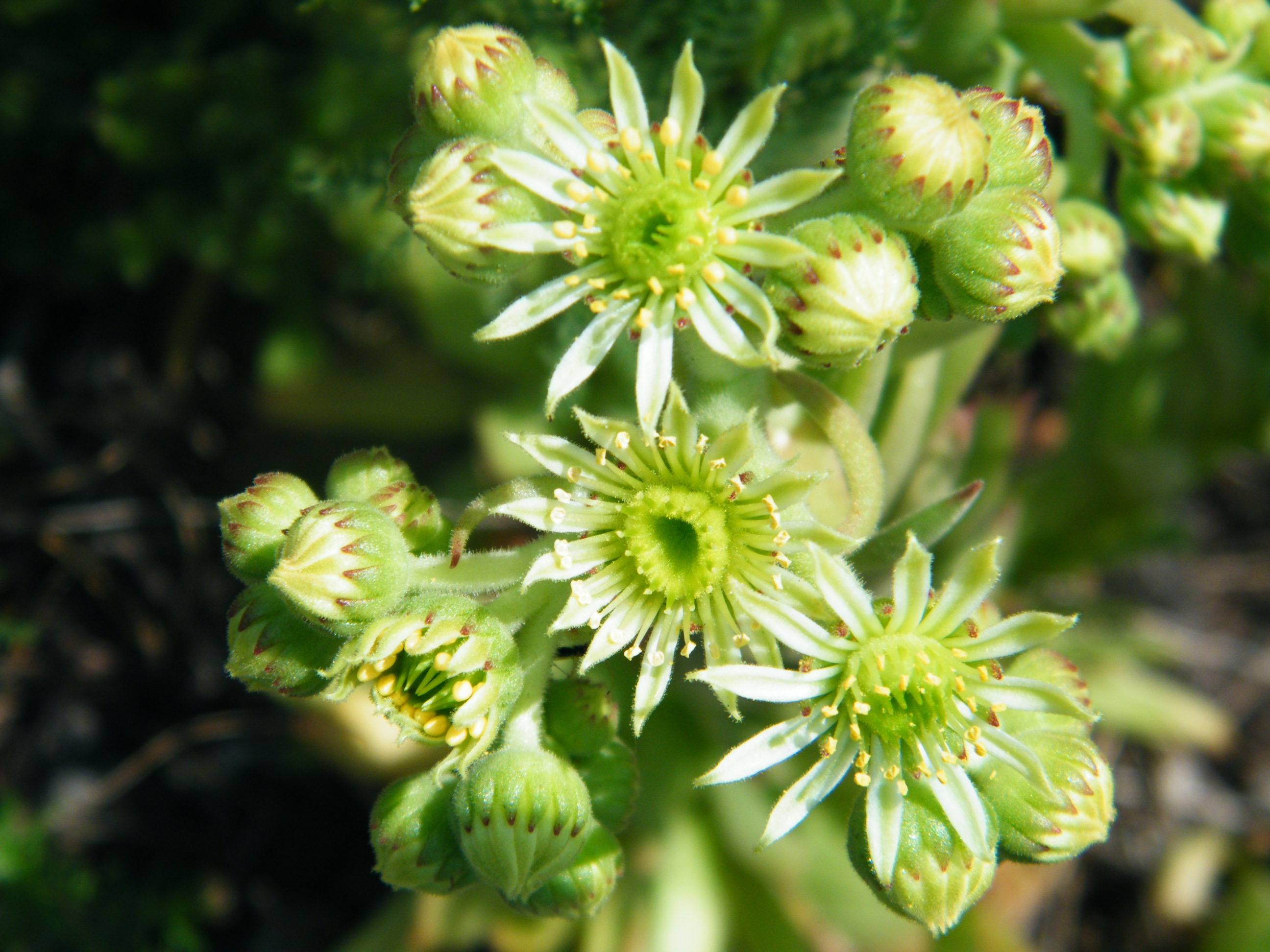
Квіти молодила руського

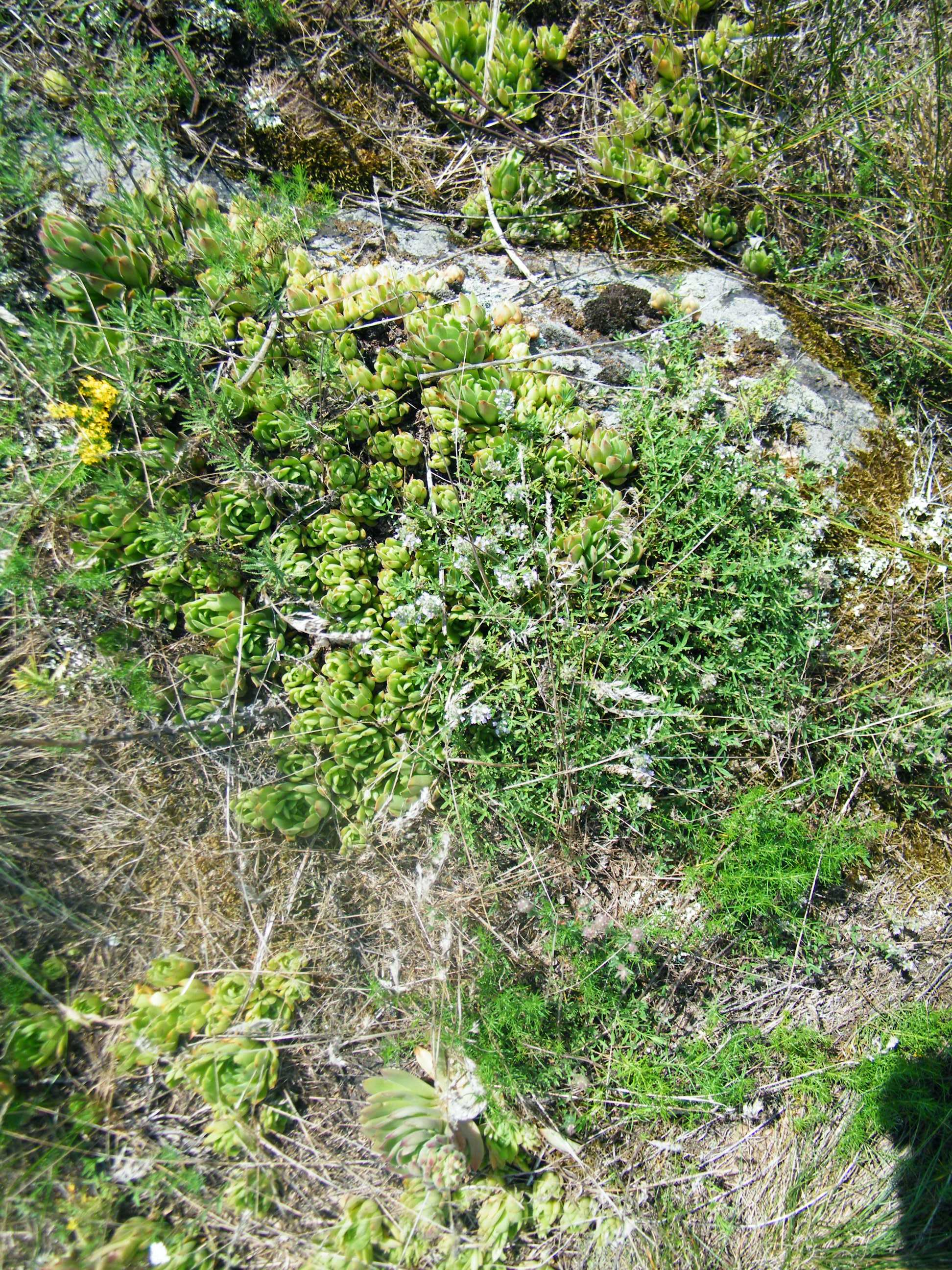
Молодило руське в Національному природному парку «Бузький Гард»

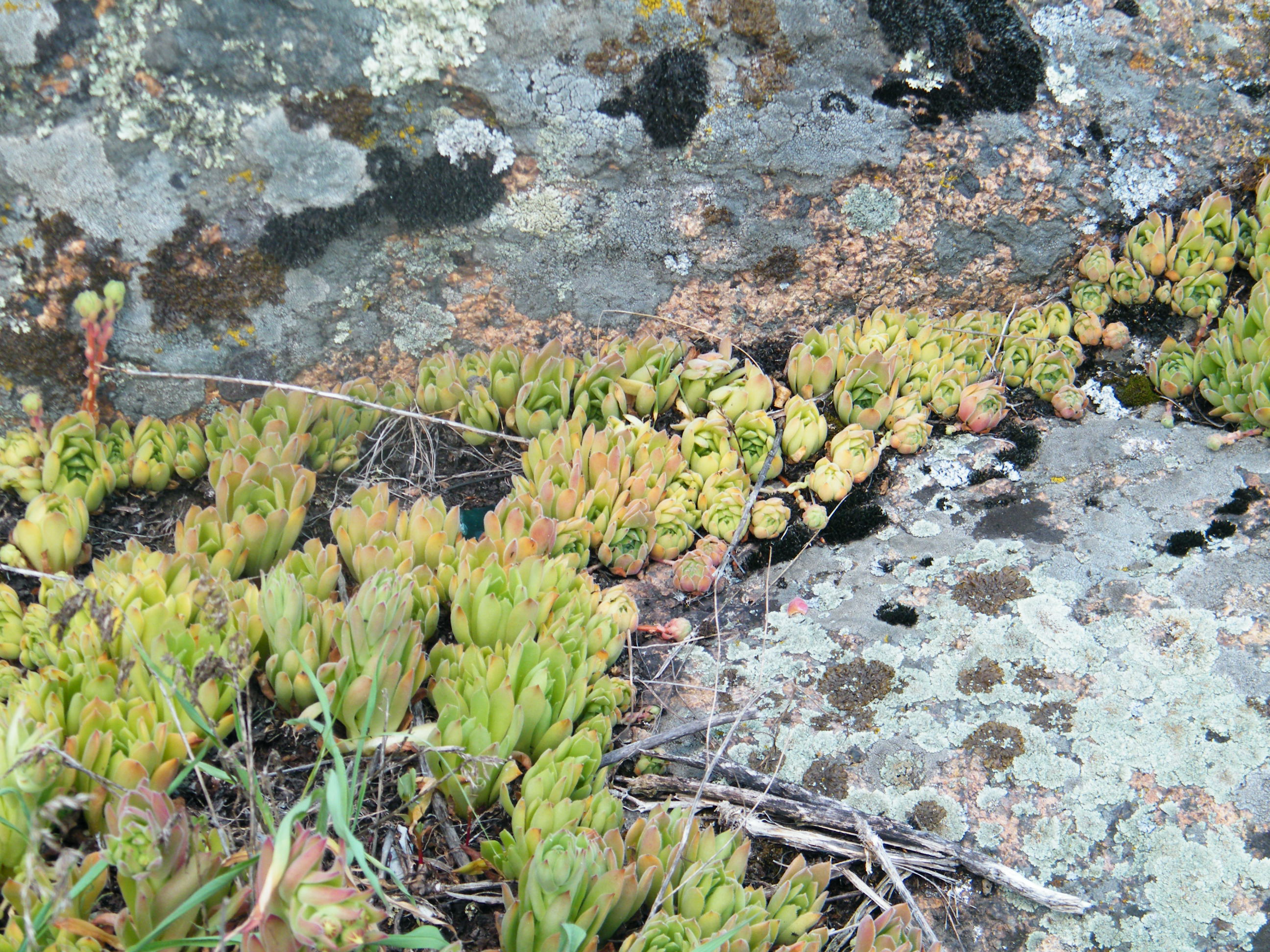
Молодило руське серед гранітних виходів Гранітно-степового Побужжя

Трав'яниста, суцільно залозисто запушена багаторічна рослина, у стані цвітіння досягає 20–35 см заввишки. Стебло борозенчасте; стеблові листки довгастоланцетні, загострені, війчасті. Розетки листків сизувато-зелені, 5–8 см у діаметрі. Листки м'ясисті, оберненояйцеподібні, по краю з війками (помітно довшими, ніж волосинки на поверхні), коротко загострені, розширені у верхній третині. Суцвіття пухке, щиткоподібне, близько 8–10 см завширшки, 4–10 см заввишки, з довгими, пухнастими, багатоквітковими гілками — завитками. Квітки правильні, оцвітина подвійна. Чашечка зрослолисткова, частки м'ясисті, довгастояйцеподібні, гострі. Пелюстки зірчасто-розпростерті, жовті, лінійні, загострені, зовні з довгим запушенням. Плід — багатолистянка; листянки довгастояйцеподібні, з довгим прямим носиком, багатосім'яні, з пухнастими залозистими волосками. Нектарні залозки опуклі. Насіння довгасто-яйцеподібні, бурі, трохи більше 0,5 мм. Цвіте влітку (липень-серпень) 35–40 днів. Монокарпік. Плоди дозрівають у серпні-вересні. Після цвітіння й утворення плодів рослина гине. Основний спосіб розмноження — вегетативний. На кінцях тонких пагонів-вусів утворюються нові молоді рослини.

## Поширення
Вид поширений у Центральній, Південній, Східній Європі, на Кавказі, в Західній Азії.
В Україні зростає на Поліссі та Тернопільщині (наприклад у національному природному парку "Кременецькі гори") — а також зрідка, в Лісостепу і в північній частині Степу — частіше.

## Екологія
Зростає в соснових лісах, на пісках, скелях, кам'янистих місцях.

## Раритетність
Молодило руське занесене до Офіційного переліку регіонально рідкісних рослин Дніпропетровської, Донецької, Івано-Франківської, Кіровоградської, Луганської, Сумської, Тернопільської, Чернівецької областей і Червоної книги Донецької області.
Поза територією України вид занесений до Червоних книг Республіки Білорусь, Республіки Молдова та Брянська область, Волгоградської, Калузької, Курської, Липецької, Пензенської, Саратовської областей Російської Федерації.
Причиною раритетності є рекреація; збирання населенням в декоративних, лікарських цілях.

## Прийняті заходи охорони
Охороняється серед іншого в національному природному парку «Святі Гори», ботанічній пам'ятці природи загальнодержавного значення «Урочище Грабове», лісовому заказнику місцевого значення «Урочище Леонтьєво-Байрацьке», національному природному парку "Кременецькі гори", Кременецькому ботанічному саду, національному природному парку "Бузький гард", ботанічній памятці природи загальнодержавного значення урочищі "Заліщицька діброва".

## Хімічний склад
Не вивчений. Відомо, що м'ясисте листя накопичує велику кількість органічних кислот.

## Використання
Молоде листя придатне для салатів протягом всього літа. На Кавказі листя заквашують і маринують про запас.